# Kornfeinung
Kornfeinung (auch Korngrenzenverfestigung) ist eine Möglichkeit zum Erhöhen der Festigkeit metallischer Werkstoffe. Es handelt sich dabei um die Erzeugung eines feineren, kleineren Korns im Gefüge durch geeignete Wärmebehandlung oder Behandlung (Impfen) der Schmelze. Die Feinkornhärtung ist das einzige Härteverfahren auf Basis von Gitterfehlern (in diesem Fall den Korngrenzen), bei dem sowohl Festigkeit als auch Duktilität erhöht werden.

## Bedeutung

Versetzungen stauen sich an den Korngrenzen auf, da im benachbarten Korn üblicherweise keine passende Gleitebene vorliegt. Deshalb erhöht sich die Fließspannung umso stärker, je mehr Korngrenzen existieren.

Die Kornfeinung erhöht die Festigkeit von metallischen Werkstoffen (ohne Minderung der Zähigkeit) durch Absenken ihrer Übergangstemperatur. Eine mögliche Erklärung hierfür ist, dass durch die Herabsetzung des Schermoduls an Korngrenzen die Erzeugung von Versetzungen erleichtert wird. Eine andere geht davon aus, dass ein Riss an jeder Korngrenze seine Richtung ändern muss. Dies verringert beispielsweise die Neigung des Stahls zur Entstehung von Warmrissen.
Zusätzlich steigt durch die feinere Körnung auch die Duktilität der Werkstoffe, da resultierend aus dem feineren Korn die Wahrscheinlichkeit besteht, dass mehr Gleitebenen günstig zur Richtung der Schubbeanspruchung liegen (45°-Winkel, Schmidsches Schubspannungsgesetz). Daraus folgt eine gesteigerte Anzahl möglicher Gleitvorgänge. Besonders bei harten und sehr spröden Werkstoffen ist die Kornfeinung von großem Nutzen, da sie eine Möglichkeit darstellt, diese Werkstoffe weniger spröde herzustellen.
Trotz der vielen Hindernisse, die sich innerhalb des Werkstoffes durch die kleineren Körner ergeben, ist der Werkstoff gut verformbar. Aus diesen Gründen werden Feinkorn-Stahlbleche z. B. in der Automobilindustrie eingesetzt. Die höhere Festigkeit ermöglicht es, dünnere Bleche zu verwenden (und somit auch Gewicht einzusparen).
Zu bedenken ist allerdings, dass bei kleineren Kristalliten mehr Korngrenzen entstehen und so eine höhere Korrosionsanfälligkeit besteht. Jeder Werkstoff ist nämlich bestrebt, einen Gleichgewichtszustand mit dem geringstmöglichen Energieinhalt herzustellen. Eine höhere Festigkeit bedeutet jedoch einen hohen Energieinhalt, den der Werkstoff durch Korrosion abbaut. Aufgrund der starken Korrosionsanfälligkeit müssen daher Vorkehrungen zum Korrosionsschutz getroffen werden. Aus diesem Grund werden Autokarosserien häufig verzinkt.
Für Hochtemperaturanwendungen, bei denen Kriechen auftreten kann, sind Werkstoffe mit feiner Kornstruktur außerdem nicht geeignet, hier wird Wert auf große Körner gelegt.

## Berechnung
Für die Abhängigkeit der Streckgrenze {\displaystyle R_{e}} von der Korngröße (bzw. dem mittleren Korndurchmesser) {\displaystyle d_{\rm {K}}} gilt die Hall-Petch-Beziehung:
{\displaystyle R_{e}=\sigma _{0}+\underbrace {K \over {\sqrt {d_{\rm {K}}}}} _{\Delta \sigma }}
mit zwei Konstanten, die vom Werkstoffzustand und den Prüfbedingungen abhängen:
- {\displaystyle \sigma _{0}} der Startspannung für die Versetzungsbewegung („Reibungsspannung“, Streckgrenze des Einkristalls bei günstiger Orientierung)
- {\displaystyle K} dem Korngrenzwiderstand, einer Konstante mit der Einheit {\displaystyle \mathrm {MPa\cdot {\sqrt {mm}}} }.[5]

Je kleiner also der mittlere Durchmesser der Körner, desto größer der Festigkeitsunterschied {\displaystyle \Delta \sigma } (siehe hierzu auch: Spannungs-Dehnungs-Diagramm).

## Kornfeinende Umformprozesse
Im Allgemeinen eignet sich Massivumformung und das Einbringen von Kristalldefekten in das Gefüge, um Körner zu zerschlagen. Je stärker der Umformgrad, desto kleiner können die entstandenen Kristallite werden. Durch die Prozesswärme oder Rekristallisationsglühen werden Spannungen wieder abgebaut, dies resultiert jedoch auch in Kornwachstum. Besonders geeignet sind Knetlegierungen in etablierten Prozessen wie
- Hochdruck-Torsion
- Strangpressen
- Walzen